# Congresso de Todos os Progressistas
O Congresso de Todos os Progressistas (em inglês: All Progressives Congress), também conhecido pelo acrônimo APC, é um dos dois principais partidos políticos majoritários da Nigéria, juntamente com o Partido Democrático do Povo (PDP). Fundado em 6 de fevereiro de 2013 a partir da fusão de três partidos oposicionistas ao PDP, tornou-se a principal força política do país a nível nacional desde então.

## Histórico
Em apenas 2 anos de existência, chegou ao poder após a vitória de seu líder Muhammadu Buhari na eleição presidencial de 2015. Tal evento consistiu em um verdadeiro marco na política nigeriana, pois foi a primeira vez na história do país que um partido oposicionista venceu o partido governista com alternância pacífica de poder. Além disso, o partido conquistou maioria relativa dos assentos tanto no Senado da Nigéria quanto na Câmara dos Representantes, porém não conseguiu obter a maioria qualificada capaz de impedir o PDP de bloquear a aprovação de projetos e matérias de interesse do novo governo.
Durante o primeiro mandato presidencial de Buhari, ondas de desfiliações levaram o partido a perder suas maiorias parlamentares em ambas as casas legislativas em 2018, incluindo os presidentes do Senado, Bukola Saraki, e da Câmara dos Representantes, Yakubu Dogara, que filiaram-se ao agora oposicionista PDP. Entretanto, tais desavenças políticas não afetaram a popularidade de Buhari, que foi reeleito na eleição presidencial de 2019, bem como o APC logrou expandir suas bancadas parlamentares em ambas as casas legislativas nas eleições legislativas do mesmo ano.

## Resultados eleitorais

### Eleições presidenciais
| Eleição | Candidato       | Votos válidos | %      | Situação |
| ------- | --------------- | ------------- | ------ | -------- |
| 2015    | Muhammad Buhari | 15 424 921    | 53,96% | Eleito   |
| 2019    | Muhammad Buhari | 15 191 847    | 55,60% | Eleito   |

### Eleições legislativas
| Eleições | Senado da Nigéria | Senado da Nigéria | Senado da Nigéria | Senado da Nigéria | Câmara dos Representantes | Câmara dos Representantes | Câmara dos Representantes | Câmara dos Representantes |
| Eleições | Votos válidos     | %                 | Assentos          | +/-               | Votos válidos             | %                         | Assentos                  | +/-                       |
| -------- | ----------------- | ----------------- | ----------------- | ----------------- | ------------------------- | ------------------------- | ------------------------- | ------------------------- |
| 2015     | 16 202 391        | 55,05%            | 60 / 109          | Novo              | 15 424 921                | 54,89%                    | 212 / 360                 | Novo                      |
| 2019     | 13 392 474        | 48,31%            | 64 / 109          | 4                 | 12 931 229                | 47,38%                    | 209 / 360                 | 3                         |